# Syunik
Pour l’article homonyme, voir Syunik (Syunik).
Le Syunik (en arménien Սյունիք ; également orthographié Siunik, Siwnik ou encore Syunig ; en français Siounie ; autrefois également Zanguezour) est le marz le plus méridional d'Arménie, et le plus riche en minéraux.
Sa capitale est la ville de Kapan. Il est bordé au nord-ouest par le marz de Vayots Dzor, au nord et à l'est par l'Azerbaïdjan (territoires contrôlés jusque fin 2020 par la république d'Artsakh), au sud par l'Iran, et à l'ouest par le Nakhitchevan (république autonome d'Azerbaïdjan). Son origine remonte à l'ancienne région historique de Siounie, existant depuis le IIIe siècle.

## Géographie
Le marz a une superficie de 4 506 km2, soit 15,1 % de la superficie totale du pays.

### Situation
| Marz de Vayots Dzor        | Azerbaïdjan    |             |
| Azerbaïdjan (Nakhitchevan) | marz de Syunik | Azerbaïdjan |
|                            | Iran           |             |

### Géographie physique
La région de Syunik est essentiellement montagneuse, mais couverte de verdure. Les principales rivières sont le Meghri, le Voghji et le Vorotan. Les températures peuvent atteindre 50 °C l'été, mais la température moyenne se situe aux alentours de 22 °C.

### Géographie humaine
Outre Kapan, la région comprend six « communautés urbaines », Agarak, Dastakert, Goris, Kajaran, Meghri, Sisian, et 102 « communautés rurales » (127 villages).
| Goris | Kapan | Sisian | Meghri |
| 1. Akner 2. Aravus 3. Bardzravan 4. Goris 5. Halidzor 6. Hartashen 7. Harjis 8. Karahunj 9. Karashen 10. Kashuni 11. Khnatsakh 12. Khndzoresk 13. Khot 14. Khoznavar 15. Kornidzor 16. Nerkin Khndzoresk 17. Shinuhayr 18. Shurnukh 19. Svarants 20. Tandzatap 21. Tatev 22. Tegh 23. Vaghatur 24. Verishen 25. Vorotan | 1. Agarak 2. Aghvani 3. Antarashat 4. Arajadzor 5. Artsvanik 6. Atchanan 7. Chakaten 8. Chapni 9. David Bek 10. Dzorastan 11. Egheg 12. Eghvard 13. Geghanush 14. Geghi 15. Kaghnut 16. Kajaran 17. Kajaran 18. Kapan 19. Khdrants 20. Lernadzor 21. Nerkin Hand 22. Nerkin Khotanan 23. Norashenik 24. Nor Astghaberd 25. Okhtar 26. Sevakar 27. Shikahogh 28. Shrvenantz 29. Srashen 30. Syunik 31. Tandzaver 32. Tavrus 33. Tsav 34. Ujanis 35. Vanek 36. Vardavank 37. Verin Khotanan | 1. Aghitu 2. Akhlatyan 3. Angeghakot 4. Arevis 5. Ashotavan 6. Balak 7. Bnunis 8. Brnakot 9. Darbas 10. Dastakert 11. Getatagh 12. Gorayk 13. Hatsavan 14. Ishkhanasar 15. Lor 16. Ltsen 17. Mutsk 18. Njdeh 19. Noravan 20. Salvard 21. Sarnakunk 22. Shaghat 23. Shaki 24. Shenatagh 25. Sisian 26. Spandaryan 27. Tanahat 28. Tasik 29. Tolors 30. Torunik 31. Tsghuk 32. Uyts 33. Vaghatin 34. Vorotan | 1. Agarak 2. Alvank 3. Gudemnis 4. Karchevan 5. Kuris 6. Lehvaz 7. Lichk 8. Meghri 9. Nrnadsor 10. Shvanidzor 11. Tashtun 12. Vahravar 13. Vardanidzor |

## Histoire

### La région

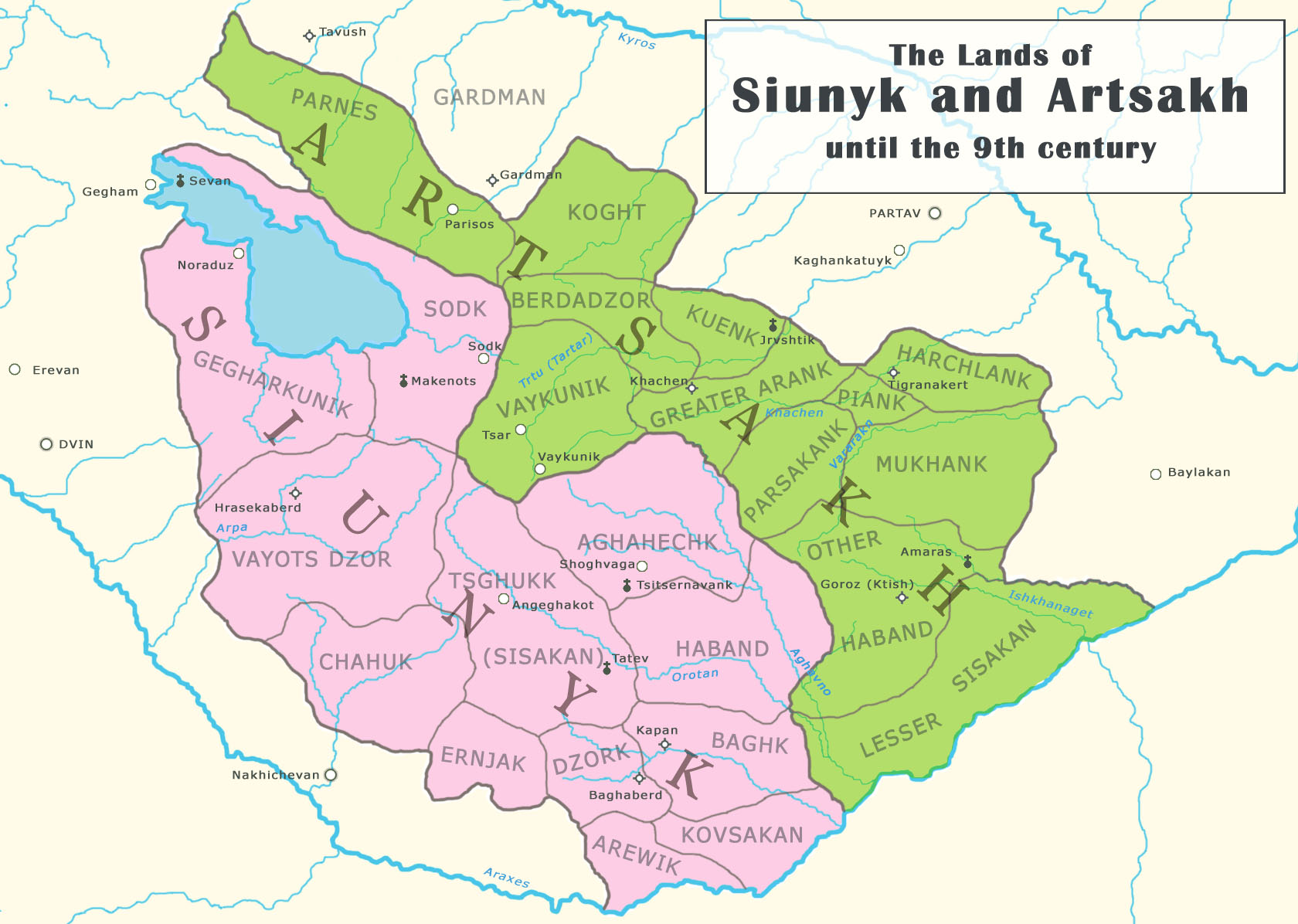
L'Artsakh et la Siounie jusqu'au IXe siècle.

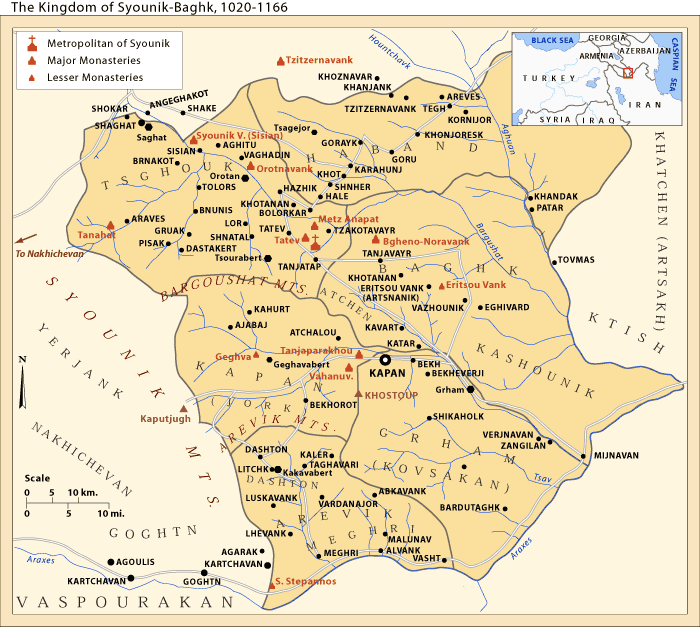
Le royaume de Siounie, 1020-1166.

La région a une histoire ancienne : on trouve ainsi des mégalithes à Zorats Karer.
La région de Syunik, ou Siounie, est une province sud-orientale de l'Arménie historique. Elle est divisée en 12 districts ou cantons (gavar, գավառ) :
- Ernǰak (Երնջակ) ;
- Čahuk (Ճահուկ) ;
- Vayoc’jor / Ełegnajor (Վայոցձոր) ;
- Geła[r]k’unik’ (Գեղարքունիք) ;
- Ałahēčk’ (Աղահեջք) ;
- Sawdk’ / Zaw[d]ē[k’] (Սոդք) ;
- Cłuk (Ծղուկք) ;
- Haband (Հաբանդ) ;
- Bałk’ (Բաղք) ;
- Jork’ (Ձորք) ;
- Arewik’ (Արևիք) ;
- Kovsakan (Կովսական).

À partir de ses deux capitales de Shgat et de Baghaberd, elle a été gouvernée à partir dès la fin du IIIe siècle par la dynastie des Haykides, issue de Sisak (en), fils de Gegham, fils d’Amasia Haykazouni.
Après la mort de Vasak III en 821, la Siounie se trouve partagée par ses fils entre Siounie occidentale (Gelarqounig ou Gélarkounik), qui disparaît vers 920, et la Siounie orientale. Vassak VII et Smbat II sont reconnus comme rois indépendants par les musulmans en opposition avec la royauté bagratide d'Ani. Le dernier prince de Siounie orientale, Grigor V (mort en 1084) a comme successeur son beau-frère (i.e. frère de son épouse) Séneqérim-Ion, roi titulaire d'Albanie du Caucase. De 1175 à 1437, elle passe aux Orbélian.
Selon Cyrille Toumanoff, à la fin du XVe siècle, une dynastie de « méliks » issus des « Khalbakides-Proschides » qui avaient disputé avec plus ou moins de succès le Vayots Dzor aux Orbélian s’établit en Zangézour :
- vers 1473/1478 : Hayk ;
- vers 1500 : Martyrios, son fils, tué par les musulmans ;
- vers 1530 : Aghadjan, son fils, tué par les musulmans ;
- vers 1550 : Garegin, son fils, tué par les musulmans ;
- vers 1586 : Haykaz Ier, son fils, émigre en Iran ;
- après 1586 : Hayk, son fils ;
- jusqu’en 1678 : Israël Ier, son fils.

Isaïe (1687-1725), le fils aîné de ce dernier, émigre au Karabagh où il fonde le mélikat de Jraberd pendant qu’un de ses cadets, Israël Ori, tente d’attirer l’attention de l’occident sur le sort de l’Arménie.
Un arrière-petit-fils d’Israël Ier réussit à se rétablir au Zangézour :
- Jean, mort en 1771 ;
- après 1771 : Barkhoudar, son fils ;
- vers 1800 :  Roustan, son fils ;
- jusqu’en 1822 : Housein, son fils ;
- 1822-1836 : Kasi, son fils ;
- 1836 : Parmaz, son fils.

Après ce dernier, le mélikat de Zangézour est intégré dans l’Empire russe.

### Lemarz
Comme les autres marzer arméniens, le marz de Syunik a été créé par la Constitution arménienne adoptée le 5 juillet 1995, mise en œuvre sur ce point par la loi relative à la division territoriale administrative de la République d'Arménie du 4 décembre 1995 et par le décret relatif à l'administration publique dans les marzer de la République d'Arménie du 2 mai 1997. Le marz de Syunik a ainsi été constitué par la fusion de quatre raions soviétiques : Goris, Kapan, Sisian et Meghri.

## Démographie
La population du marz s'élève en 2011 à  152 900 habitants, soit 4,7 % de la population du pays.
| 1991    | 1993    | 1995    | 1997    | 1999    | 2001    | 2002    | 2003    |
| ------- | ------- | ------- | ------- | ------- | ------- | ------- | ------- |
| 152 800 | 154 600 | 150 800 | 150 500 | 151 400 | 152 300 | 152 700 | 152 800 |

| 2004    | 2005    | 2006    | 2007    | 2008    | 2009    | 2010    | 2011    |
| ------- | ------- | ------- | ------- | ------- | ------- | ------- | ------- |
| 153 100 | 153 000 | 153 000 | 152 900 | 152 800 | 152 900 | 152 900 | 152 900 |

En 2011, la population urbaine représente 67,7 % de la population totale.
| 1991           | 1993           | 1995           | 1997           | 1999           | 2001           | 2002           | 2003           |
| -------------- | -------------- | -------------- | -------------- | -------------- | -------------- | -------------- | -------------- |
| 108 800 44 000 | 108 800 45 800 | 105 900 44 900 | 104 600 45 900 | 104 500 46 900 | 104 300 48 000 | 104 100 48 600 | 103 900 48 900 |

| 2004           | 2005           | 2006           | 2007           | 2008           | 2009           | 2010           | 2011           |
| -------------- | -------------- | -------------- | -------------- | -------------- | -------------- | -------------- | -------------- |
| 104 000 49 100 | 103 800 49 200 | 103 800 49 200 | 103 700 49 200 | 103 700 49 100 | 103 700 49 200 | 103 300 49 600 | 103 500 49 400 |

| Hommes | Classe d’âge | Femmes |
| ------ | ------------ | ------ |
| 1,7    | 80 ans ou +  | 2,8    |
| 2,1    | 75 à 79 ans  | 2,5    |
| 3,2    | 70 à 74 ans  | 4,3    |
| 2,0    | 65 à 69 ans  | 2,5    |
| 3,4    | 60 à 64 ans  | 4,0    |
| 5,3    | 55 à 59 ans  | 6,1    |
| 7,5    | 50 à 54 ans  | 8,1    |
| 7,4    | 45 à 49 ans  | 7,5    |
| 6,2    | 40 à 44 ans  | 6,0    |
| 6,6    | 35 à 39 ans  | 6,1    |
| 7,8    | 30 à 34 ans  | 7,0    |
| 9,0    | 25 à 29 ans  | 7,9    |
| 10,5   | 20 à 24 ans  | 10,2   |
| 8,6    | 15 à 19 ans  | 8,2    |
| 7,1    | 10 à 14 ans  | 6,5    |
| 5,7    | 5 à 9 ans    | 5,1    |
| 5,9    | 0 à 4 ans    | 5,2    |